# 三股淵
三股淵（）は、静岡県富士市に位置する和田川（生贄川）と沼川の合流地点を指す歴史的地名である。

## 概要
三股淵は他に「牲淵」「贄淵」「富士の御池」「牲池」「牲渕」「三ッ又」といった表記・呼称がある。三股淵は民間伝承の地であり、大蛇が住んでいるとされた場所で、大蛇に生贄（女子）を捧げる人身御供譚が伝わっている。特徴として、在地の者ではなく旅人が生贄の対象となっている点が挙げられる。
多くの地誌で言及されている他、歴史の中で能〈生贄〉といった三股淵を舞台とした芸能作品も成立した。
この三股淵の伝承は主に民俗学の分野で研究対象とされてきた。古くは柳田國男が1911年の論考の中で能〈生贄〉と六王子神社に触れ、また1927年の論考にてやはり能〈生贄〉に言及しており、人身御供の考察の中で引き合いに出されている。

## 富士の御池

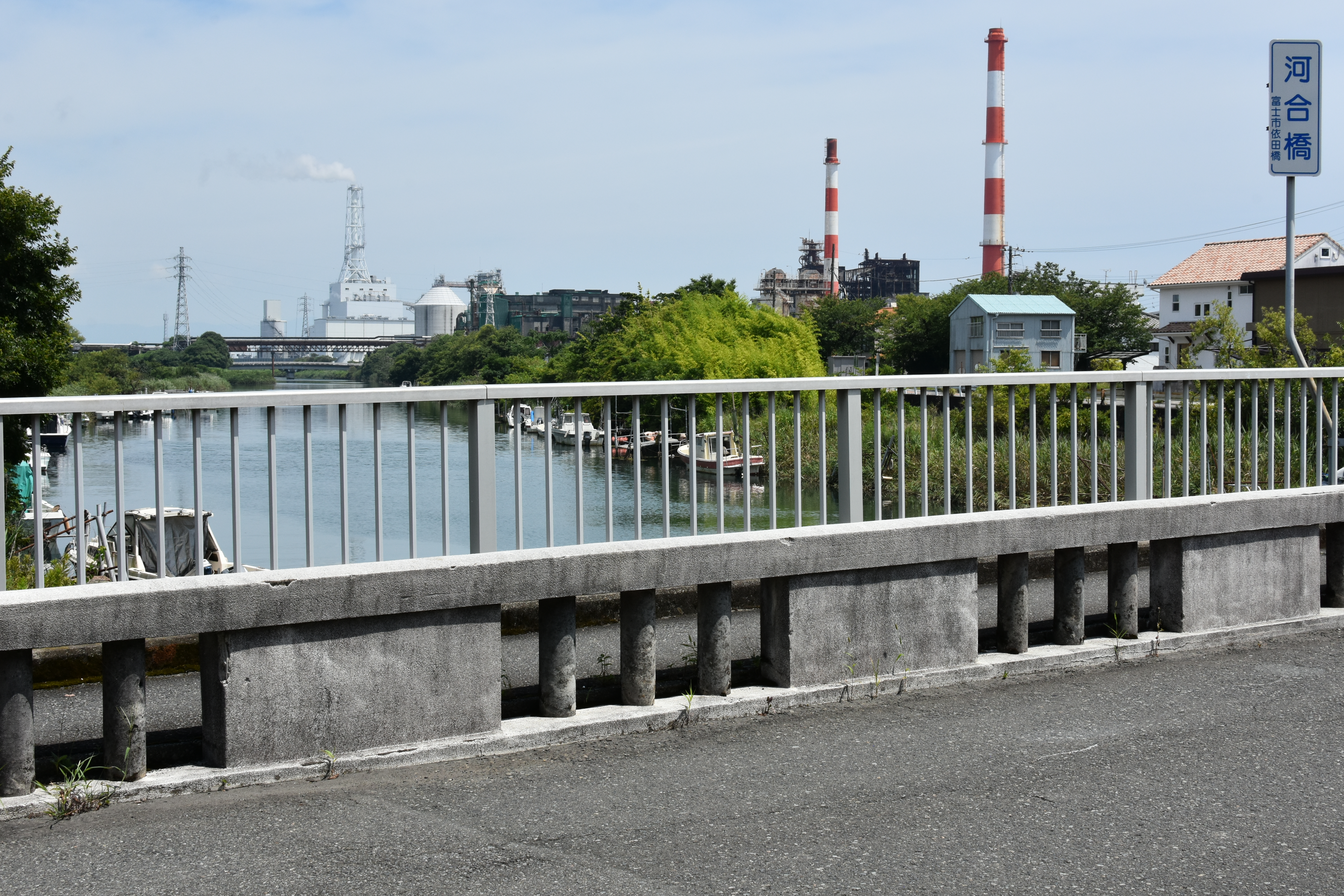
現在の河合橋

三股淵は能〈生贄〉においては「富士の御池」と呼称されている。謡曲には以下のようにある。
また能〈生贄〉の間狂言台本には以下のようにある。
このように吉原宿に泊まった旅人の中から大蛇へ捧げる生贄が選ばれるという内容となっており、結果として女子が選ばれている。三股淵が能〈生贄〉の舞台の地であることは知られていたようであり、紀行文等に確認される。
川合橋は天保14年（1843年）成立『駿国雑志』に
と牲池（三股淵）とともに紹介されている。また能〈生贄〉には後述する阿字は登場せず、能の伝承と阿字が登場する伝承とでは内容が異なる。

## 少女「阿字」にまつわる伝承

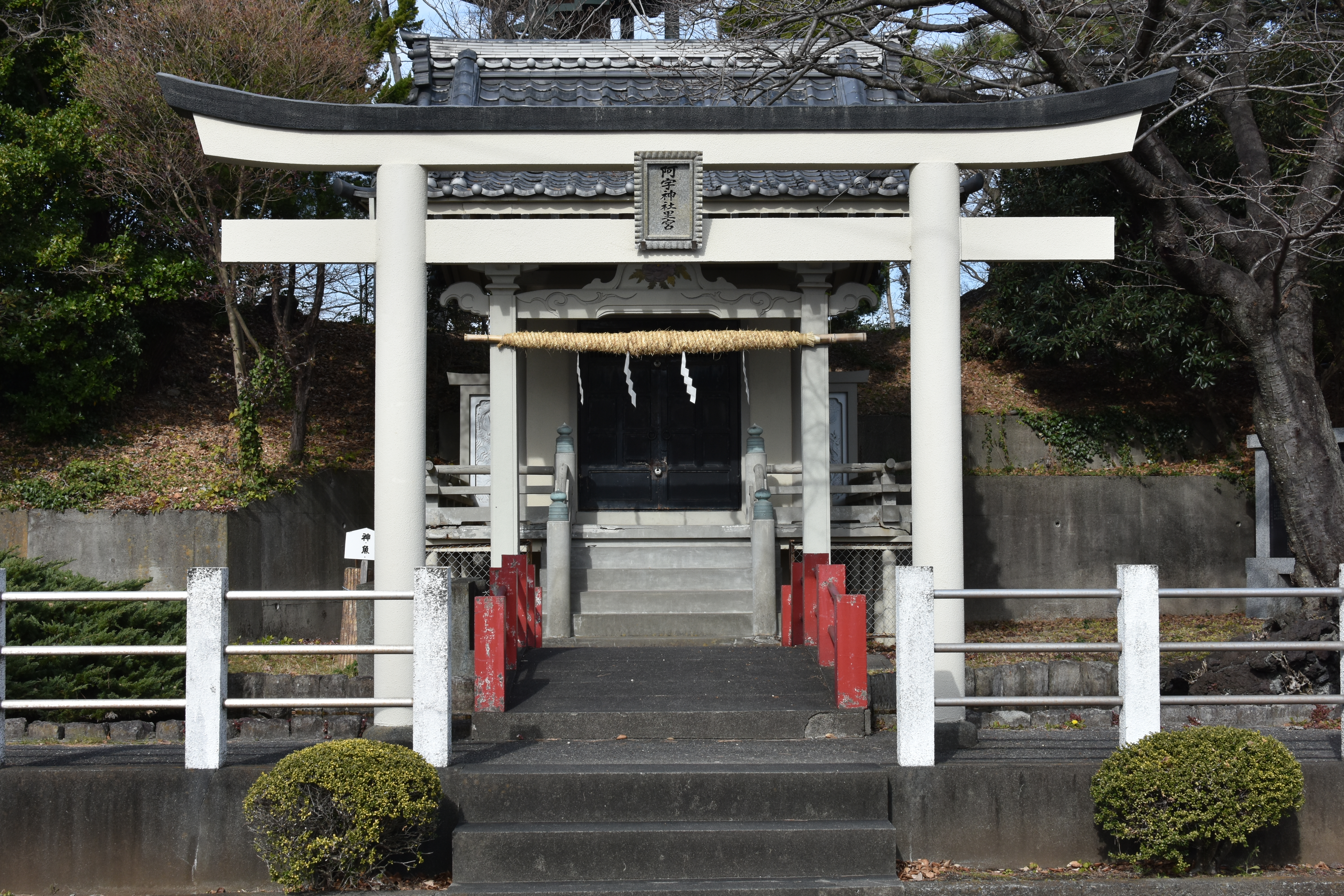
阿字神社

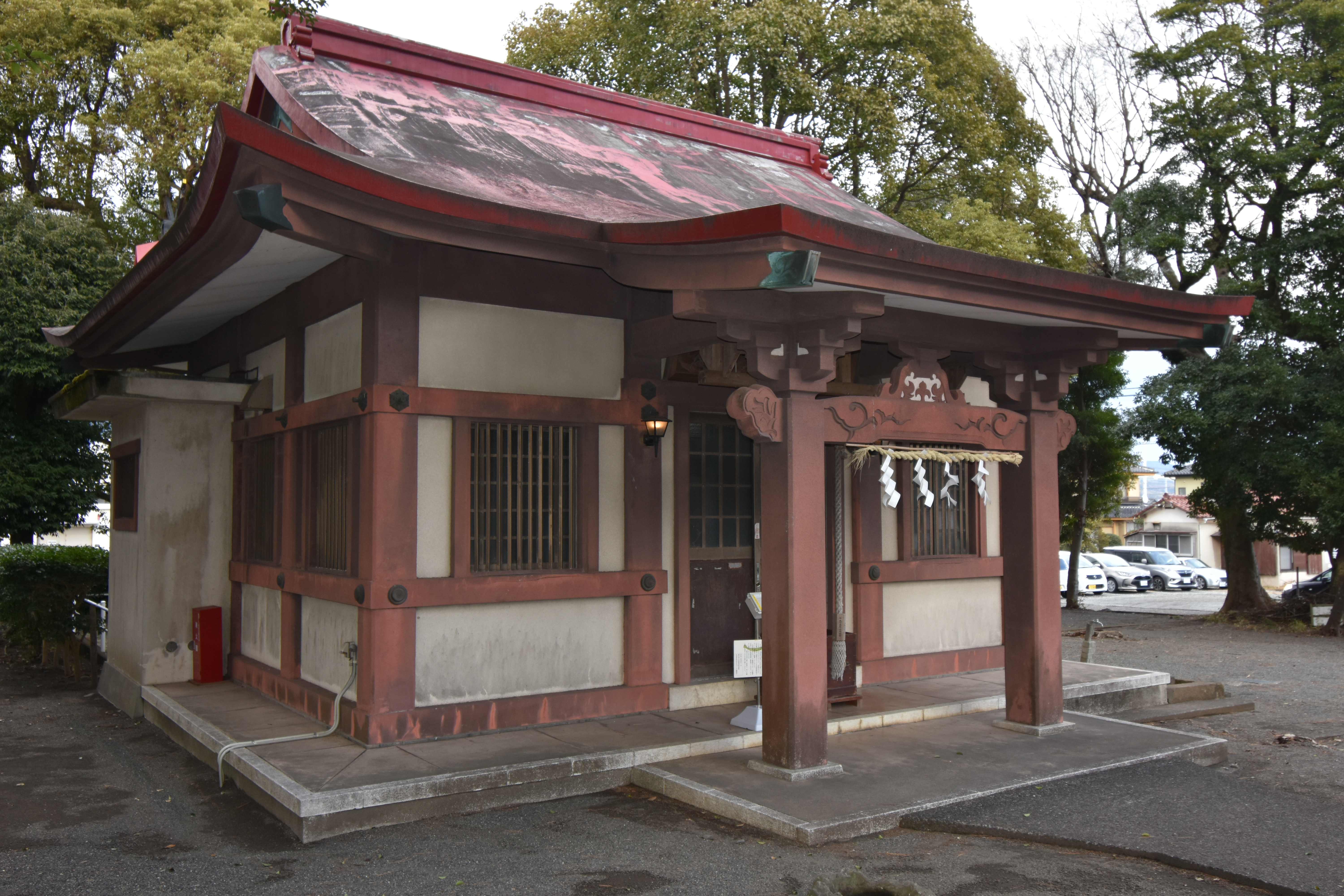
六王子神社

阿字（阿兒）という少女が三股淵の大蛇に捧げる生贄となる伝承が様々な史料に伝わっている。各史料により異同があるが、大筋では共通している。
例えば駿河国の地誌である『駿河記』には以下のようにある。
このように、柏原新田の里人が巫女を捕らえ生贄に備えるといった内容が記されている。この場合、阿字は巫女の下女としての立場である。また『田子の古道』には以下のようにある。

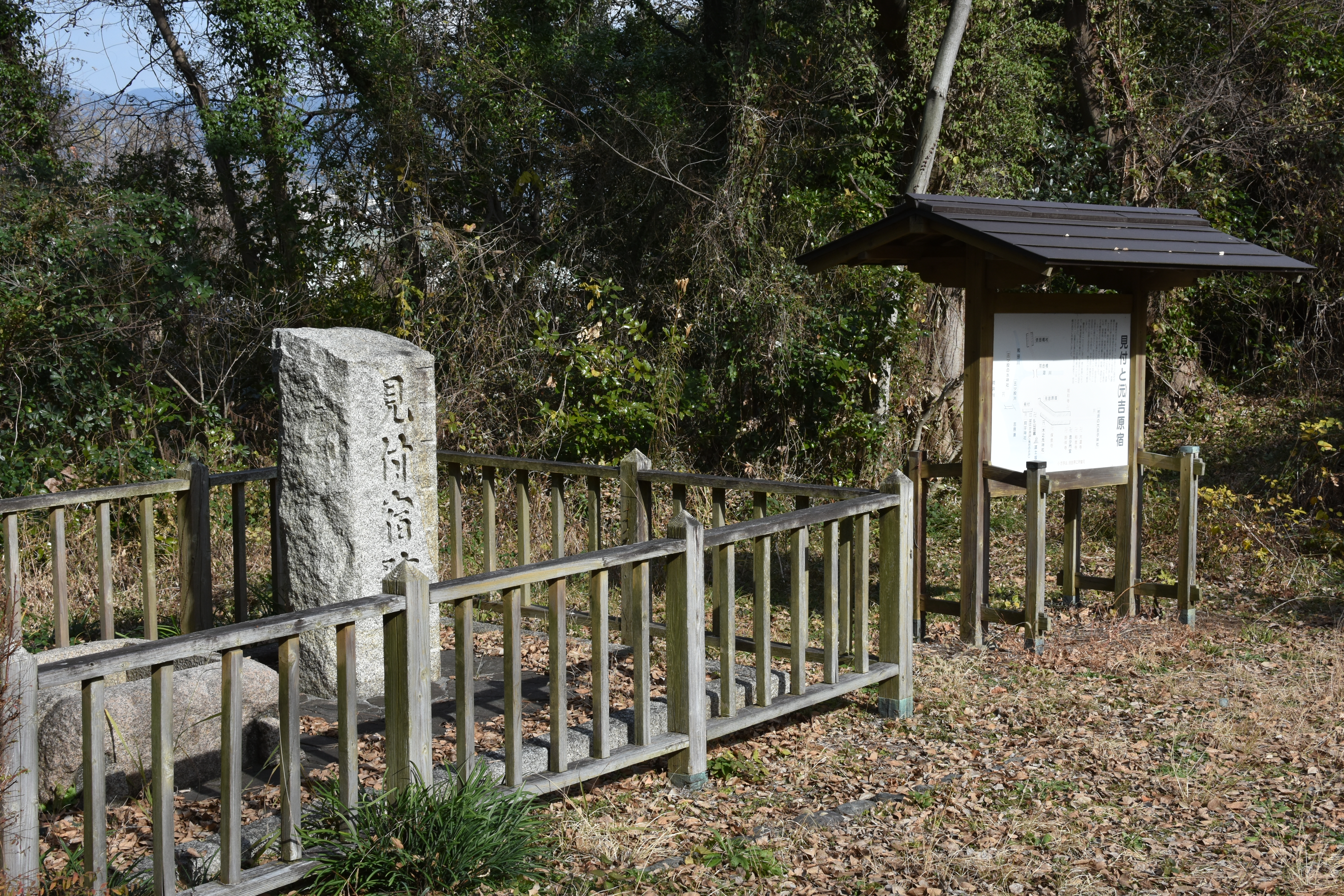
見付宿跡の石碑

この場合、阿字は神子である。神子を氏神として祭った「見付（の）老人」の「見付」は現在の富士市鈴川一帯のことで阿字神社の鎮座地であり、また「柏原新田、六の神子というこれなり」とあるのは六王子神社のことである。

## 龍女
三股淵には龍女にまつわる伝承もあり、『駿国雑志』等に記される。あらすじは以下のようなものである。
あるとき伝法村の保寿寺の芝源和尚は、三股淵に毒龍がおり洪水を引き起こし生贄を求めるなどしていたと聞き及んだ。芝源は民を守るため、三股淵で読経しこれを鎮めようとする。その夜、芝源の元に美女が現れ、「我は牲川の龍女なり」と述べる。龍女は続いて、毎年祭りを行い読経し食物を供奉すれば、厄災をもたらさないと述べる。芝源が誓いを求めると、龍女は「みどりの鱗三箇」を残して去った。それより洪水と生贄は止んだという。
この伝承は保寿寺

に伝わる元禄15年（1702年）の奥書を持つ縁起書にも記されている他、『田子の古道』に「蛇の鱗、厚原保寿寺の什物となりてあり」とある。同寺の口碑によると、この三股淵の毒龍調伏は徳川家康の命によるものであり、天正15年（1587年）6月のことであるという。
津村淙庵『譚海』（寛政7年（1795年）跋）には以下のようにある。
またこの功により、家康の命で相模国鎌倉郡海宝院の住寺として之源が召呼されたという。文化9年（1812年）の奥書を持つ相模国の地誌『三浦古尋録』には以下のようにある。
このように相模国側の伝承においても、大蛇（龍女）の鱗は保寿寺の宝物とある。また龍女の鱗は保寿寺に7片納められており、之源が海宝院の住寺となる際には村民より得た鱗2片を持参してきたというが、海宝院のものは伽藍焼失の際に失却したと伝わる。保寿寺の鱗7片については、現在も宝物として管理されている。

## 地名としての生贄
富士市の地には「生贄」という地名そのものが存在していた。例えば『田子の古道』には以下のようにある。
このように生贄という地名があり、帳面（郷帳）にも生贄分の石高が記されていたとある。また『駿河志料』には以下のようにある。
また江戸時代の「駿河国富士山絵図」によると、阿字神社付近を指す地名として「字 生贄」とある。
このように、地名の字（あざ）として生贄ないし贄淵が存在していたことが分かる。

## 稚贄屯倉
三股淵は牲淵と呼称され、また吉原驛や青嶋の地一帯が「生贄郷（池贄）」と称されていたことから、『日本書紀』安閑天皇2年5月9日条に見える「駿河国の稚贄屯倉」との関係性を指摘するものがある。稚贄が転じて生贄となったとして、鈴川（元吉原）を稚贄屯倉の所在地に比定する説がある。

## 関連作品
- マギアレコード 魔法少女まどか☆マギカ外伝

「より抜きのドッペル」という、真名を「Oaji（おあじ）」とするキャラクターが登場する。淵へ沈める６人の生贄を求める者という設定。